# 皮特曼鎮區 (伊利諾伊州蒙哥馬利縣)
皮特曼鎮區（英語：Pitman Township）是位於美國伊利諾伊州蒙哥馬利縣的一個行政鎮區。

## 地方資料
根據2010年美國人口普查的數據，皮特曼鎮區的面積為94.30平方千米，當中陸地面積為94.30平方千米，而水域面積為0.00平方千米。當地共有人口487人，而人口密度為每平方千米5.16人。